# Ober-Mockstadt
Ober-Mockstadt ist ein Ortsteil der Gemeinde Ranstadt im hessischen Wetteraukreis.

## Geographie
Ober-Mockstadt ist ein auf zwei Hügeln erbauter Ort. Nachbarorte sind das südlich gelegene Nieder-Mockstadt, das im Osten gelegene Ranstadt (Kernort) und das im Norden gelegene Dauernheim.

## Geschichte

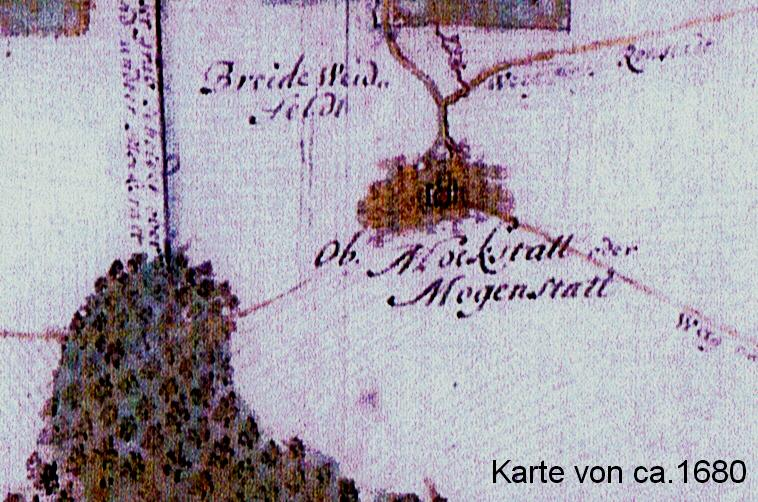
Ausschnitt einer um 1680 gezeichneten Karte des Stifts Mockstadt

### Ortsgeschichte
Mockstadt wurde am 20. März 930 als in inferiore Muggunstat bekanntermaßen erstmals urkundlich erwähnt, die Wortform Ober-Mockstadt am 1. Juli 1308. Bereits im 10. Jahrhundert wird der Ort als Oppidum bezeichnet, war also bereits befestigt. Der Ortsname lässt sich nach vorherrschender Meinung auf einen altdeutschen Personennamen Muggo zurückführen. Es wird angenommen, dass der Ort zwischen dem 7. und 9. Jhdt. entstanden ist.
Als im Jahre 950 die Gemahlin des Edelfreien Hartmann von Büdingen im Sterben lag, stiftete er der Donatus-Kirche zu Mockstadt (damals Muggistat) die Gebeine von fünf Märtyrern, um das Seelenheil seiner Gemahlin zu retten. Auf Grund dieser Schenkung wurde Mockstadt ein Wallfahrtsort.
Die anschließende Entwicklung des Ortes veranlasste, dass schon im Jahre 1132 erstmals ein Propst in Mockstadt gemeldet war. Als nun ein Propst in Mockstadt war, besaß das Stift genügend Güter und Geld, um eine neue große Kirche für Stift, Propstei und Gemeinde zu bauen. Am 20. Mai 1220 übernahm der Erzbischof von Mainz alle Baukosten der Ober-Mockstädter Kirche, bis sie vollendet sei, um das Seelenheil seines toten Bruders zu retten. Durch diese glückliche Begebenheit konnte die Kirche noch größer und gewaltiger gebaut werden als eigentlich geplant.
Am 11. Februar 1404 verkaufte Johann II. von Limburg das Schloss und die Stadt Staden mit den in Mockstadt ansässigen Gerichten und Heegheim an Löw von Steinfurth und verschiedene Adlige aus der Wetterau. Einige Monate später trat auch Johann II. von Ysenburg-Büdingen mit in den Kauf ein. Man schloss einen Burgfrieden.
Nach dem Dreißigjährigen Krieg lebten in Mockstadt nur noch neun Familien, die den Ort wieder aufbauten.
1662 erhob Mockstadt Ranstadt in eine Pfarrei.

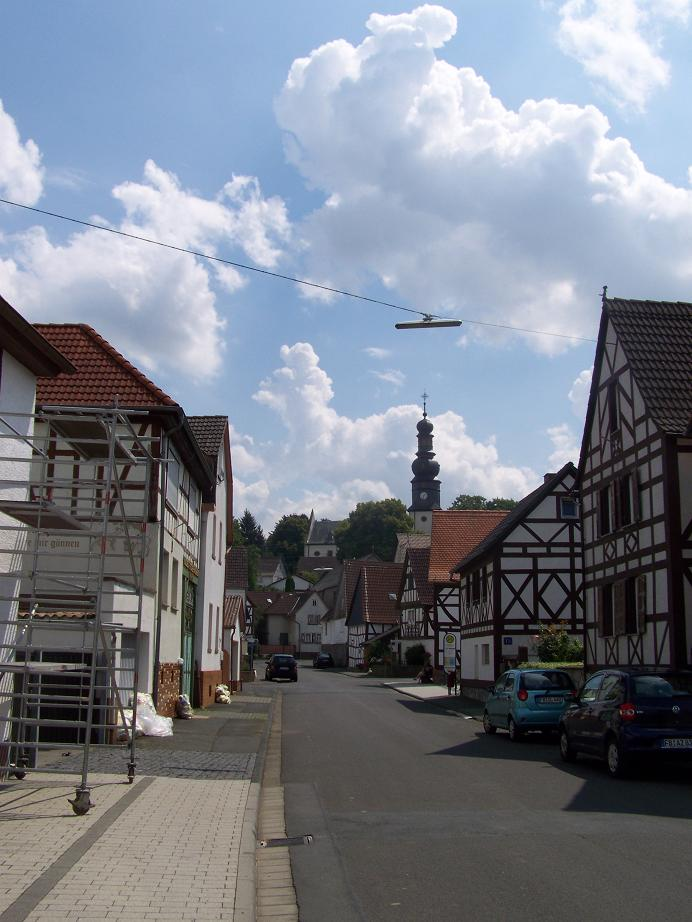
Untergasse

Ober-Mockstadt gehörte vor 1853 zum Bezirk des Landgerichts Büdingen, dann zum Landgericht Nidda und ab 1879 zum Bezirk des Amtsgerichts Nidda.
Im Jahre 1840 wurden die letzten Überreste des Mockstädter Marien-Stifts abgerissen.
Hessische Gebietsreform (1970–1977)
Im Zuge der Gebietsreform in Hessen fusionierten zum 1. Oktober 1971 die bis dahin selbständigen Gemeinden  Ranstadt, Bellmuth, Bobenhausen I, Dauernheim und Ober-Mockstadt freiwillig zur Großgemeinde Ranstadt. Als Sitz der Gemeindeverwaltung wurde der Ortsteil Ranstadt bestimmt.
Für alle ehemals eigenständigen Gemeinden von Ranstadt wurden Ortsbezirke mit Ortsbeirat und Ortsvorsteher nach der Hessischen Gemeindeordnung gebildet.

### Bevölkerung
Einwohnerstruktur 2011
Nach den Erhebungen des Zensus 2011 lebten am Stichtag dem 9. Mai 2011 in Ober-Mockstadt 762 Einwohner. Darunter waren 21 (2,8 %) Ausländer. Nach dem Lebensalter waren 114 Einwohner unter 18 Jahren, 300 zwischen 18 und 49, 180 zwischen 50 und 64 und 168 Einwohner waren älter. Die Einwohner lebten in 324 Haushalten. Davon waren 96 Singlehaushalte, 87 Paare ohne Kinder und 114 Paare mit Kindern, sowie 24 Alleinerziehende und 3 Wohngemeinschaften. In 69 Haushalten lebten ausschließlich Senioren und in 201 Haushaltungen lebten keine Senioren.
Einwohnerentwicklung
| Ober-Mockstadt: Einwohnerzahlen von 1834 bis 2022 | Ober-Mockstadt: Einwohnerzahlen von 1834 bis 2022 | Ober-Mockstadt: Einwohnerzahlen von 1834 bis 2022 | Ober-Mockstadt: Einwohnerzahlen von 1834 bis 2022 | Ober-Mockstadt: Einwohnerzahlen von 1834 bis 2022 |
| --- | ------------------------------------------------- | ------------------------------------------------- | ------------------------------------------------- | ------------------------------------------------- |
| Jahr |                                                   |                                                   |                                                   | Einwohner                                         |
| 1834 | 1834                                              |                                                   | 667                                               | 667                                               |
| 1840 | 1840                                              |                                                   | 646                                               | 646                                               |
| 1846 | 1846                                              |                                                   | 662                                               | 662                                               |
| 1852 | 1852                                              |                                                   | 617                                               | 617                                               |
| 1858 | 1858                                              |                                                   | 749                                               | 749                                               |
| 1864 | 1864                                              |                                                   | 666                                               | 666                                               |
| 1871 | 1871                                              |                                                   | 654                                               | 654                                               |
| 1875 | 1875                                              |                                                   | 608                                               | 608                                               |
| 1885 | 1885                                              |                                                   | 639                                               | 639                                               |
| 1895 | 1895                                              |                                                   | 665                                               | 665                                               |
| 1905 | 1905                                              |                                                   | 673                                               | 673                                               |
| 1910 | 1910                                              |                                                   | 643                                               | 643                                               |
| 1925 | 1925                                              |                                                   | 638                                               | 638                                               |
| 1939 | 1939                                              |                                                   | 577                                               | 577                                               |
| 1946 | 1946                                              |                                                   | 899                                               | 899                                               |
| 1950 | 1950                                              |                                                   | 889                                               | 889                                               |
| 1956 | 1956                                              |                                                   | 799                                               | 799                                               |
| 1961 | 1961                                              |                                                   | 799                                               | 799                                               |
| 1967 | 1967                                              |                                                   | 819                                               | 819                                               |
| 1970 | 1970                                              |                                                   | 823                                               | 823                                               |
| 1980 | 1980                                              |                                                   | ?                                                 | ?                                                 |
| 1990 | 1990                                              |                                                   | ?                                                 | ?                                                 |
| 2000 | 2000                                              |                                                   | ?                                                 | ?                                                 |
| 2011 | 2011                                              |                                                   | 762                                               | 762                                               |
| 2022 | 2022                                              |                                                   | 720                                               | 720                                               |
| Datenquelle: Historisches Gemeindeverzeichnis für Hessen: Die Bevölkerung der Gemeinden 1834 bis 1967. Wiesbaden: Hessisches Statistisches Landesamt, 1968. Weitere Quellen: LAGIS; Zensus 2011; 2022 |                                                   |                                                   |                                                   |                                                   |

## Religion
Im Ober-Mockstädter Pfarramt befindet sich der Sitz der Evangelischen Kirchengemeinde Ober-Mockstadt. Die katholische Kirchengemeinde wurde 1840, mit dem Abriss der katholischen Kirche, aufgelöst.
Nach dem Zweiten Weltkrieg bildete sich eine neue katholische Kirchengemeinde mit Pfarramt in Ranstadt.
Im Jahr 1961 gehören von den 799 Einwohnern, 661 (= 82,7 %) der evangelischen und 119 (= 14,9 %) der katholischen Konfession an.

## Bauwerke
In Ober-Mockstadt gibt es 19 denkmalgeschützte Gebäude. Das älteste Wohnhaus wurde 1571 erbaut und besitzt einen Gewölbekeller.
Die Kirche wurde im Jahre 1220 erbaut. Im Jahre 1543 wurde die Kirche reformiert und im Jahre 1710 in evangelisch und katholisch getrennt. 1717 stürzte das evangelische Kirchenschiff ein. Von 1720 bis 1726 baute Johann David Schneider das Kirchenschiff im Barockstil wieder auf. Im Jahre 1755 wurde der gotische Turm abgerissen und von J. Ph. Seiz im Barockstil neu errichtet. 1840 wurde der katholische Chor abgerissen. Somit blieben nur noch die barocken Teile der einst gotischen Kirche stehen. Drei „Zuckerhut-Glocken“ zeugen immer noch von dieser Zeit.

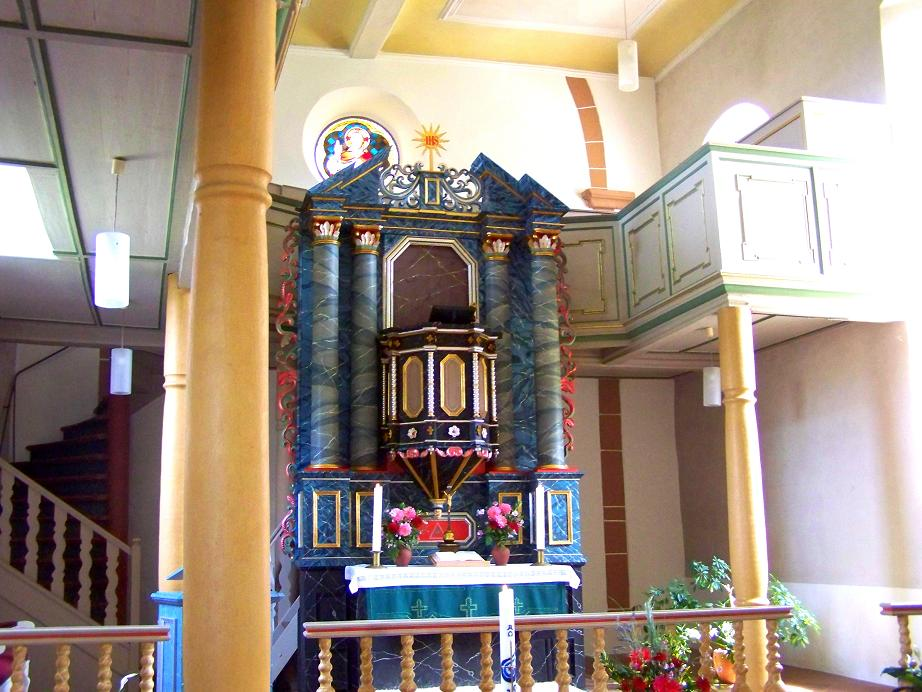
Altar der Ober-Mockstädter Pfarrkirche
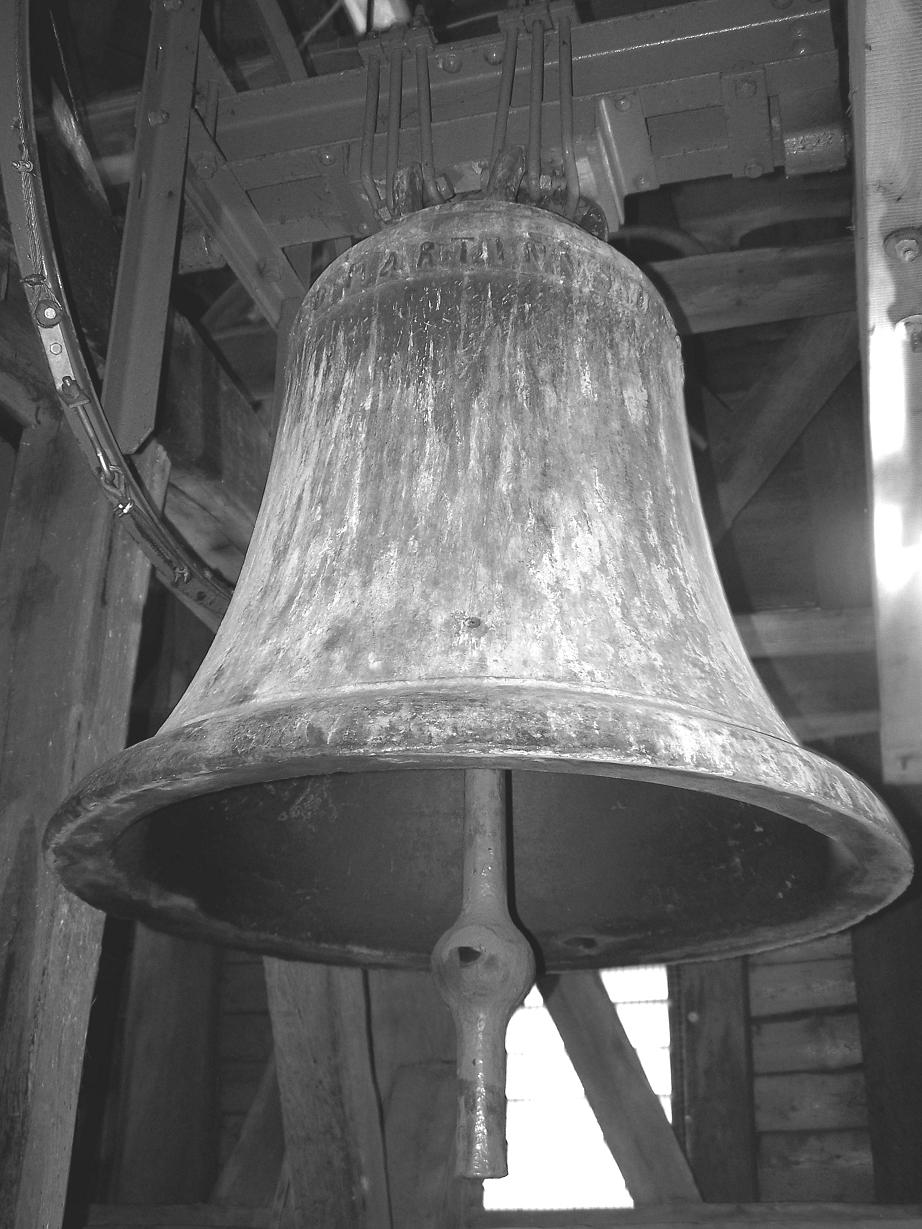
Elfuhrglocke der Kirche von 1220
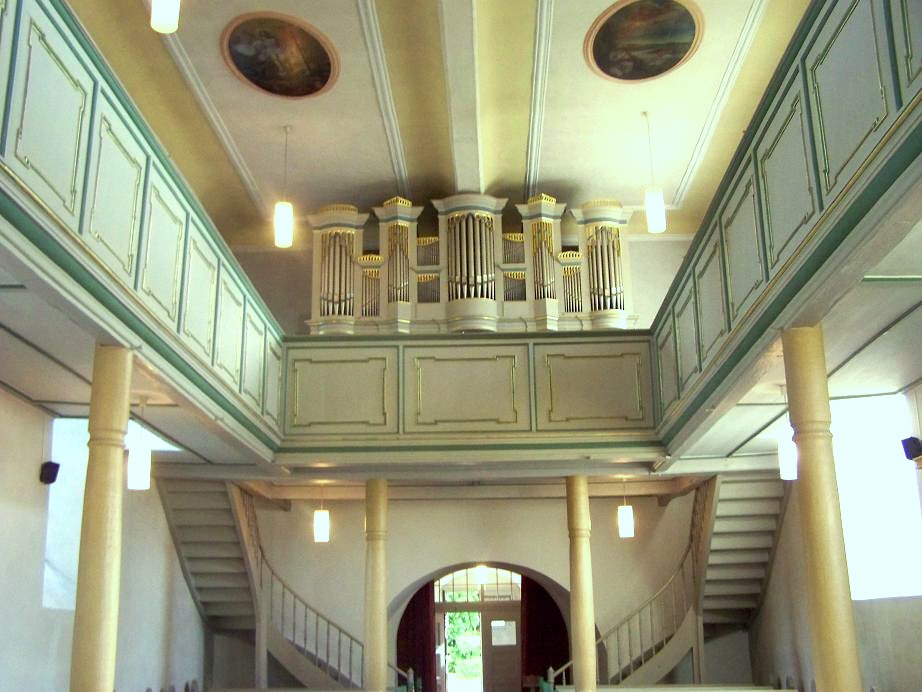
Orgel der Kirche
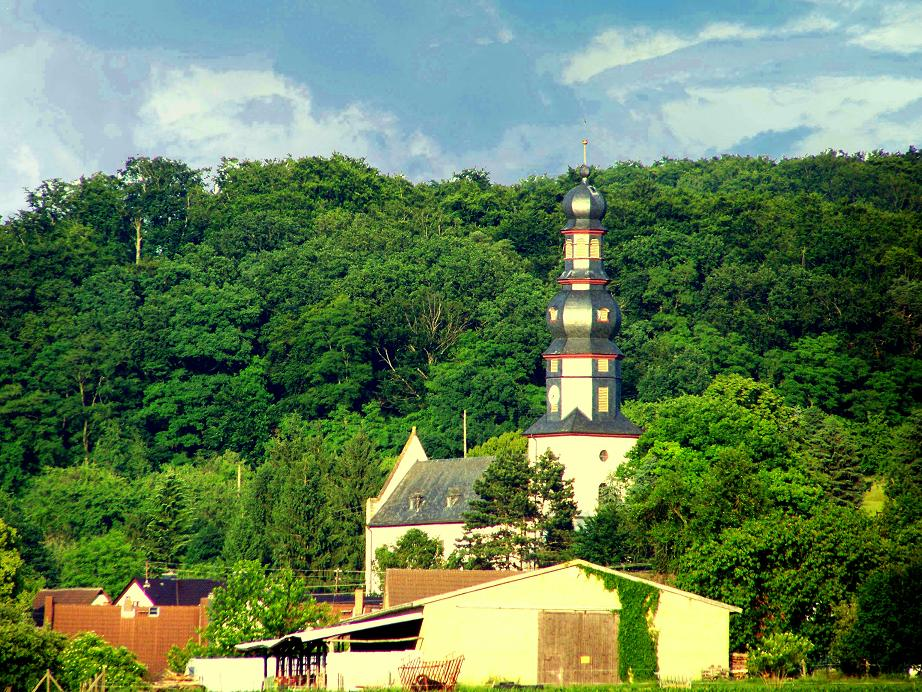
Pfarrkirche Ober-Mockstadt
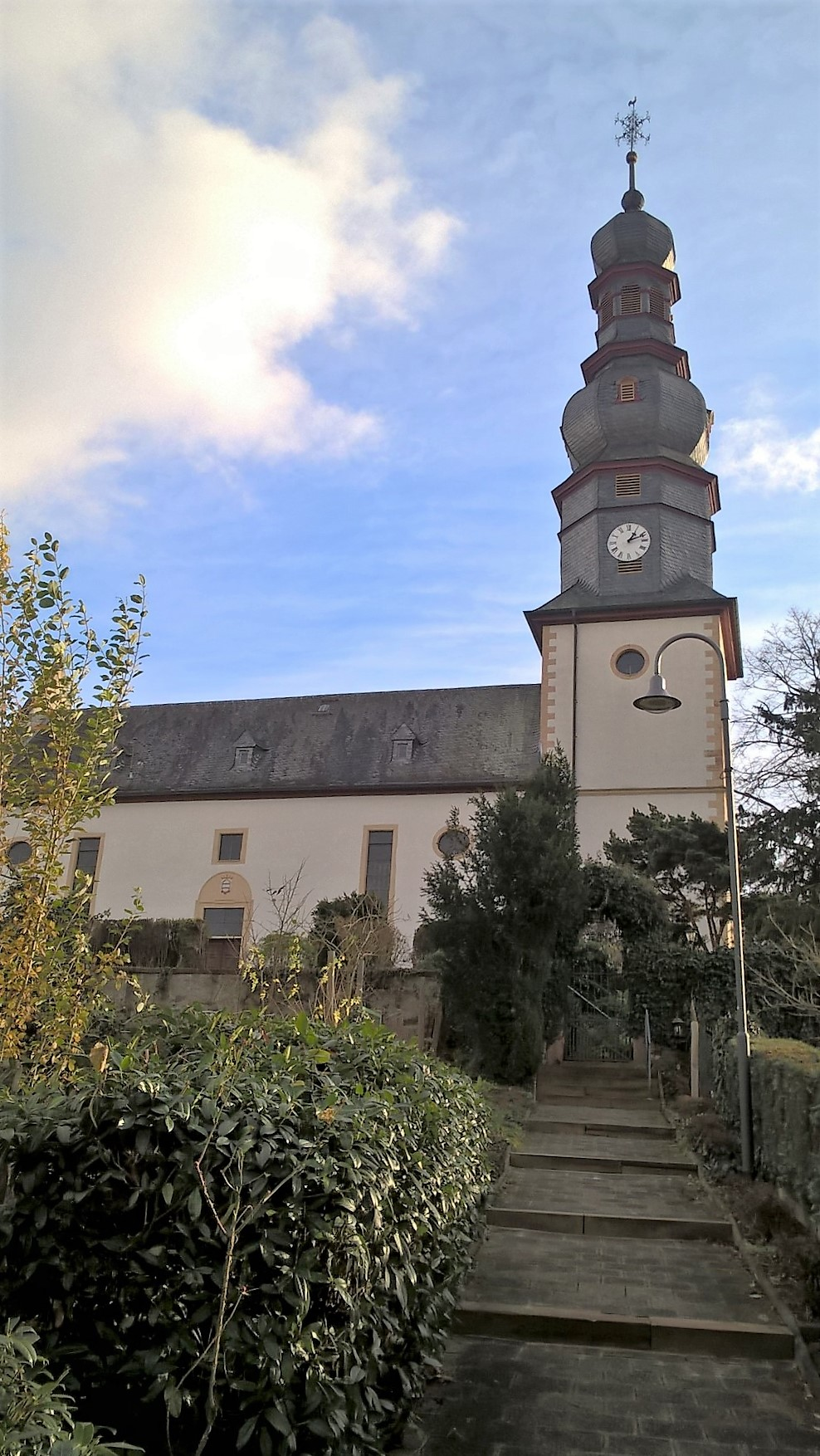
Pfarrkirche Ober-Mockstadt
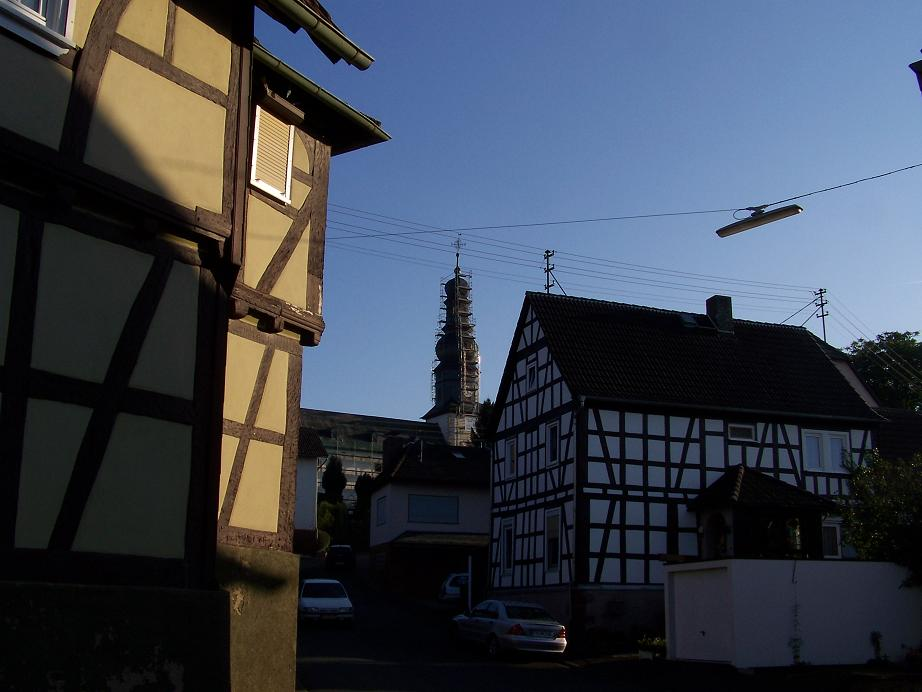
Pfarrkirche Ober-Mockstadt

## Persönlichkeiten
- Salome Kammer (* 1959), Schauspielerin und Sängerin, im Ort aufgewachsen